# Bring It On (Lenny Kravitz)
Bring It On è una canzone di Lenny Kravitz, pubblicata per il download digitale il 25 ottobre 2007 ed in seguito inserita nell'album del cantante It's Time for a Love Revolution, uscito nel 2008.